# Ferdinand de Bertier de Sauvigny
Pour les articles homonymes, voir Bertier.
Anne Ferdinand Louis de Bertier de Sauvigny, dit le comte de Bertier de Sauvigny, est un homme politique français, né le 13 mai 1782 à Paris (paroisse Saint-Nicolas-des-Champs) et mort le 5 septembre 1864 à Versailles.

## Biographie

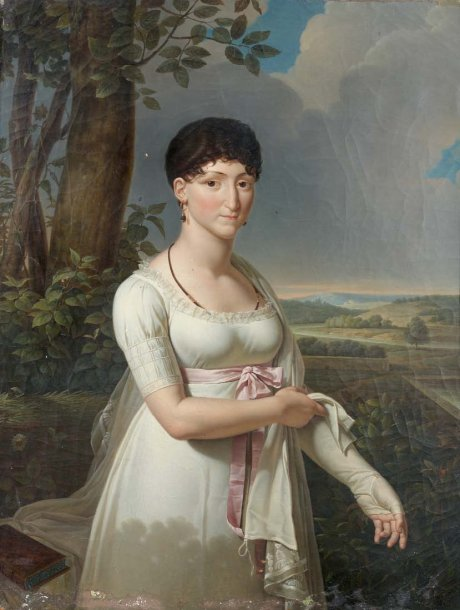
Portrait de Thaïs Bertier de Sauvigny sur fond de paysage.

Ferdinand de Bertier de Sauvigny naquit le 13 mai 1782 dans l'hôtel Bertier de Sauvigny situé rue de Vendôme, actuellement au 11 rue Béranger à Paris et il fut baptisé le même jour en l'église Saint-Nicolas-des-Champs.
Fils de Louis Bénigne François Bertier de Sauvigny, intendant de Paris massacré le 22 juillet 1789 en compagnie de son beau-père, Foullon de Doué, Ferdinand de Bertier de Sauvigny émigra en 1791 et servit dans l'armée de Condé. Il fonda en 1810, avec son frère et son beau-frère, les Chevaliers de la Foi, société secrète qui œuvra au retour des Bourbon sur le trône de France.
Sous la Restauration, il fut colonel des chevau-légers de la garde et attaché à l'état-major du duc d'Angoulême lors de l'expédition d'Espagne en 1823.
Le 22 août 1815, il avait été élu député par le collège de département de Seine-et-Oise et prit place à l'extrême droite. Il accepta momentanément, le 13 novembre 1815, la fonction de préfet du Calvados qu'il occupa jusqu'au 17 octobre 1816, et de préfet de l'Isère, du 17 octobre 1816 au 27 août 1817. 

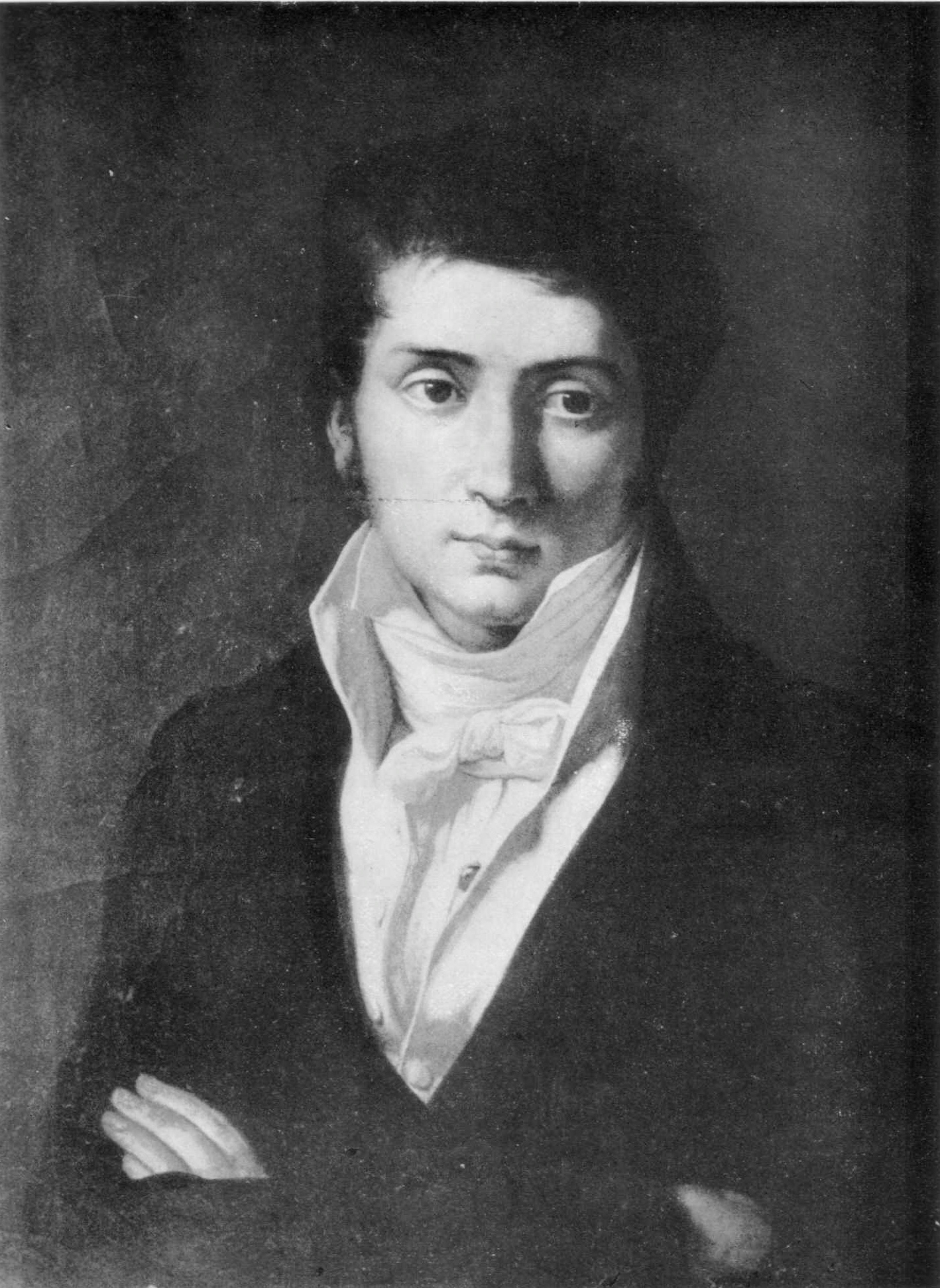
Ferdinand de Sauvigny, peint par Louis Lafitte.

Il a été nommé conseiller d'État en 1822, au sein du comité de l'intérieur et du commerce. Écarté du Conseil en 1824, il reçut l'honorariat[réf. nécessaire].  
Il se représenta aux élections du 6 mars 1824 et fut élu par le collège de département de la Seine. Dans la session de 1824-1825, il exposa le programme des « nécessités à satisfaire » : « abolir les lois impies de la Révolution et punir le sacrilège ; rendre aux liens du mariage toute leur sainteté en donnant le premier pas à la cérémonie religieuse ; consoler le roi de la spoliation de ses compagnons d'infortune ; revoir nos Codes et les mettre en harmonie avec nos sentiments religieux et nos institutions monarchiques ; diminuer les rouages de l'administration ; réduire le nombre des tribunaux et des cours royales pour les rapprocher des anciens parlements. » Il combattit la subvention de 400 000 francs accordée au Conservatoire et aux théâtres, « institutions peu conformes aux convenances et à la morale », demanda la réduction du nombre des préfectures, l'augmentation du budget des cultes, et se montrant un des plus ardents partisans de l'indemnité d'un milliard accordée aux émigrés.
Rentré en grâce, il regagna le Conseil d'État en 1828, aux comités de la marine, puis de l'intérieur. Appelé en 1829 à la direction générale des forêts, puis au ministère d'État, il devient conseiller d État en service extraordinaire, avant de rejoindre en 1830 le service ordinaire au comité des finances. La Révolution de 1830 et la chute des Bourbons et du gouvernement, lui fit perdre ses fonctions[réf. nécessaire]. Dans l'Administration des forêts, le directeur général Bertier dut se retirer et fut remplacé par l'administrateur général Charles Marcotte.
En 1830, il se rapprocha de la duchesse de Berry et devint un de ses conseillers ; avec le duc de Blacas, il participa à l'élaboration d'un programme politique dans l'optique d'une restauration de la branche aînée, l'édit de réforme du royaume. La réforme prévoyait l’élection par les contribuables de conseils municipaux, qui éliraient des conseils cantonaux. Chaque canton enverrait dans les conseils généraux chargés d’administrer les départements. Ces derniers seraient rassemblés en 18 provinces, dont les assemblées (états provinciaux) siègeraient 30 jours par an. À l’échelon national, l’édit prévoyait deux chambres : une chambre des pairs héréditaires et une Chambre des députés nommés par les provinces,. Dans ce programme, tout contribuable est électeur, tout électeur est éligible ; selon Bertier : « Les idées les plus larges, les plus libérales, les plus favorables au peuple et en même temps les plus conformes à la gloire et à la grandeur de la France en faisaient la base. » 
Ferdinand de Bertier de Sauvigny mourut le 5 septembre 1864 au 33 rue des Bourdonnais à Versailles. Sa tombe se trouve au cimetière Saint-Louis de Versailles.
Il épousa en février 1805 en premières noces Thaïs Le Fèvre d'Ormesson (1789-octobre 1805, fille d'Henri Le Fèvre d'Ormesson), en 1808 en secondes noces Amélie de Baschi (1788-1833, petite-fille de François de Baschi et de Victor Maurice de Riquet de Caraman), puis en troisièmes noces Marie Louise Pauline de Riencourt (1810-1871).

## Sources
- « Ferdinand de Bertier de Sauvigny », dans Adolphe Robert et Gaston Cougny, Dictionnaire des parlementaires français, Edgar Bourloton, 1889-1891 [détail de l’édition]
- Ferdinand de Bertier et Guillaume de Bertier de Sauvigny. (introduction et notes), Souvenirs inédits d'un conspirateur : Révolution, Empire et première Restauration, Paris, Tallandier, coll. « In-texte », 1990, 455 p. (ISBN 978-2-235-01904-0).